# Shareef Abdur-Rahim
Julius Shareef Abdur-Rahim (nascut l'11 de desembre de 1976 a Marietta, Estats Units) és un exjugador estatunidenc de bàsquet que va jugar durant onze temporades a l'NBA. Va jugar en diferents equips professionals de l'NBA, Vancouver Grizzlies (actualment Memphis Grizzlies), Atlanta Hawks, Portland Trail Blazers i Sacramento Kings. Va ser integrant de l'equip olímpic que va resultar campió als Jocs Olímpics de Sydney 2000. El setembre de 2008 va anunciar la seva retirada definitiva. Amb 2,06 m d'alçada, jugava a les posicions d'aler pivot i d'aler.

## Trajectòria esportiva

### Inicis
Shareef és el segon ill d'Aminah i William Abdur-Rahim, i com que el seu pare era imam, va ser educat en la doctrina islàmica. Durant la seva època escolar va jugar amb la Wheeler High School de la seva ciutat natal, Marietta, i que va aconseguir dur al campionat estatal en el seu tercer any. Després d'una exitosa trajectòria a l'institut, que va acabar amb unes mitjanes de 31 punts, 12,4 rebots i més del 70% en tirs de camp, va decidir entrar a la Universitat de Califòrnia a Berkeley.

### Universitat
A la universitat, les coses van sortir molt bé per a Abdur-Rahim. En el seu primer any universitari va tenir unes mitjanes de 21,1 punts i 8,4 rebots per partits, i aquests magnífics registres van permetre que fos nomenat un dels millors jugadors del país i va rebre nombrosos premis. Va ser triat en el Tercer Quintet All-American, segons l'Associated Press, va ser nomenat jugador de l'any en la Conferència PAC-10, i novell de l'any de la mateixa conferència, a més d'entrar en el millor equip de la PAC-10. Va ser el primer novell a aconseguir el títol de Jugador de l'Any de la PAC-10, i va ser un dels 17 finalistes del Premi John R. Wooden. A més d'això va ser el jugador novell del país amb més punts anotats de mitjana per partit (21,1). Va aconseguir els rècords per a un novat a Califòrnia de punts (590), mitjana d'anotació (21,1), tirs de camp (206) i tirs lliures (170) en una temporada, liderant el seu equip en anotació, rebot (8,4) i recuperacions de pilotes (1,86) i essent el segon millor jugador en taps (1,25).
L'NCAA es va fer petita per a Abdur-Rahim i en acabar la primera temporada, el jugador va presentar la seva candidatura al draft de l'NBA. La seva joventut i les seves extraordinàries prestacions van dur-lo a un lloc d'honor al draft de 1996, on els Grizzlies, que en aquell moment jugaven a Vancouver, el van seleccionar en el tercer lloc de la primera ronda.

### NBA

#### Vancouver Grizzlies
Els Grizzlies venien d'un lamentable rècord de 15-67 a la temporada 1995-96 i esperaven que l'arribada del novell Abdur-Rahim fos l'inici de la reconstrucció de l'equip i que pogués aspirar a més reptes amb els anys. Tot i les magnífiques prestacions d'Abdur-Rahim això no va passar: els Grizzlies van acabar la temporada amb una marca pitjor (14-68). Abdur-Rahim va jugar 80 partits en la seva primera temporada, 71 com a titular, perdent-se'n només dos degut a lesions menors. Els seus 18,7 punts i 6,9 rebots el van conduir a ser considerat com el tercer novell de l'any, darrere d'Allen Iverson i Stephon Marbury, va participar en l'All-Star amb l'equip dels novells de l'Est i va ser inclòs en el millor equip de novells de l'any. Malgrat els èxits individuals, l'equip en el qual jugava estava en una situació molt dolenta.
A la temporada 1997-98 Vancouver va tornar a disposar d'una alta selecció al draft, i van escollir Antonio Daniels en el quart lloc, però el jugador novell va qudar lluny del rendiment esperat pels directius dels Grizzlies. L'equip seguia sense sortir del pou i va acabar amb una marca de 19-63. Abdur-Rahim, per la seva banda, seguia creixent com a jugador i va aconseguir uns números de 22,3 punts i 7,1 rebots, però seguia sense aconseguir que el seu equip guanyés partits. Degut a una nova mala temporada, els Grizzlies tornaven a disposar d'una alta elecció en el draft (el número 2), on seleccionarien a Mike Bibby, però el destí perdedor de la franquícia no va canviar, i en la temporada del "lockout" la marca dels Grizzlies va ser de 8-32, malgrat els esforços d'Abdur-Rahim que amb 23 punts i 7,5 rebots per partit era el líder indiscutible de l'equip, però un any més el rendiment de l'equip era desastrós.
En el draft de 1999, els Grizzlies van tornar a obtenir la segona elecció, Steve Francis, però davant la negativa del jugador de traslladar-se al Canadà, l'equip de Vancouver el va traspassar en un intercanvi a tres bandes en el qual a canvi van rebre a Michael Dickerson, Othella Harrington, Brent Price i Antoine Carr. Semblava que el futur estava més clar per a Abdur-Rahim, que va aconseguir un equip amb un bon grup de jugadors, però la temporada va tornar a ser dolenta amb una marca de 22-60, que malgrat tot era la millor de la franquícia en la seva història. El 23 de desembre de 1999 davant dels Denver Nuggets, Abdur-Rahim va aconseguir el seu punt 5.000 a l'NBA, esdevenint el segon jugador més jove de la història en aconseguir aquesta marca.
L'última temporada a Vancouver va començar com l'anterior, amb una segona elecció del draft, aquesta vegada Stromile Swift va ser l'escollit, i la temporada va ser semblant a les anteriors. Malgrat batre el rècord de la campanya anterior, només ho van fer per un partit (23-59), i Abdur-Rahim va fer 20,3 punts i 10,1 rebots de mitjana, aconseguint a més entrar entre els 20 primers en almenys 13 classificacions estadístiques. Semblava clar que tant Vancouver com Abdur-Rahim necessitaven un canvi per a millorar, per la qual cosa els Grizzlies van traspassar la seva estrella a Atlanta Hawks al final de temporada a canvi de la tercera elecció del draft, que fou Pau Gasol, i Lorenzen Wright i Brevin Knight. Els Grizzlies van traslladar-se a Memphis i van aconseguir canviar el seu rumb, però Abdur-Rahim, ara a Atlanta a la seva Geòrgia natal no tindria un futur gaire més bo. Abdur-Rahim deixava els Grizzlies esdevenint el màxim anotador històric de la franquícia (7.801 punts), rècord que va mantenir fins que Gasol el va superar el 8 de març de 2007.

#### Atlanta Hawks
A Atlanta, Abdur-Rahim va compartir equip amb grans jugadors com Jason Terry o Toni Kukoc, però seguiria amb la maledicció de no entrar al playoff, doncs els Hawks van acabar amb una marca de 33-49. Els seus 21,2 punts i 9 rebots van ser un nou rècord personal a la seva carrera, i el 2002 va participar en l'All-Star Game disputat a Filadèlfia, on va aconseguir 9 punts i 6 rebots. Va ser escollit jugador de la setmana del 19 al 25 de novembre de 2001.
Semblava que la temporada 2002-03 podria ser la bona, ja que amb l'arribada d'un gran jugador com Glenn Robinson semblava que els Hawks tindrien opcions de classificar-se per als playoffs, però no va ser així. Els Hawks, amb un rècord de 35-47 no aconseguien entrar als playoffs, i ja era la setena temporada consecutiva que passava això per a Abdur-Rahim. Durant aquesta campanya va anotar el seu punt número 10.000 de l'NBA, el cinquè jugador més jove de la història de l'NBA en aconseguir aquest fet.
La temporada 2003-04 va ser un autèntic caos per a l'equip d'Atlanta, tot i que això importava poc a Abdur-Rahim, que va ser traspassat el febrer de 2004 a Portland juntament amb Theo Ratliff i Dan Dickau a canvi de Rasheed Wallace i Wesley Person.

#### Portland Trail Blazers
Els Portland Trail Blazers portaven 22 anys consecutius jugant els playoffs fins que va arribar Abdur-Rahim. Aquesta campanya van acabar amb un balanç de 41-41, molt a prop dels playoffs però sense classificar-se. Com a dada curiosa Abdur-Rahim va participar en 85 partits de la lliga regular, quan la temporada només té 82 partits, degut al desajust de calendaris entre equips.
En la temporada 2004-05 els Blazers, malgrat tenir uns bons jugadors com Damon Stoudamire, Zach Randolph, Nick Van Exel, Derek Anderson o el mateix Abdur-Rahim només van aconseguir un lamentable rècord de 27-55, molt lluny dels playoffs.
En aquest moment, i davant la inestabilitat del vestuari de Portland, Abdur-Rahim va ser traspassat als New Jersey Nets. Immediatament els Nets van deixar-lo fora de contracte, que el va deixar en situació d'agents lliures i amb la capacitat per a firmar el qualsevol equip de la lliga.

#### Sacramento Kings
Decidit definitivament a lluitar per un títol firma com a agent lliure per l'equip Sacramento Kings, equip habitual de playoff les últimes temporades amb una plantilla sòlida de diversos anys entre els quals hi havia el seu antic company a Vancouver Mike Bibby, Peja Stojakovic o Brad Miller. Semblava que la maledicció tornaria a aparèixer, ja que els Kings van començar molt malament la temporada i amb un arriscat moviment, Sacramento va enviar Peja Stojakovic als Indiana Pacers a canvi de Ron Artest. El polèmic aler d'Indiana va arribar a Sacramento amb ganes de demostrar la seva validesa i en un fantàstic final de temporada Sacramento va aconseguir el vultè lloc de la conferència oest i després de 10 anys a l'NBA, Abdur-Rahim per fi jugaria els playoffs, però Sacramento va perdre per 4-2 en la primera ronda davant els campions de l'oest, els San Antonio Spurs. Abdur-Rahim va tenir un paper secundari a Sacramento sortint habitualment de la banqueta, aportant 12,3 punts i 5 rebots per partit, que en playoffs van ser 9,2 punts i 4,8 rebots.
Sacramento va intentar en la temporada 2007-08 classificar-se de nou per als playoffs, però de nou Abdur-Rahim va perdre l'oportunitat. Una de les marques, de dubtós prestigi, que té Abdur-Rahim, és la de ser el segon jugador amb més partits de lliga sense participar en els playoffs. Després d'una temporada en què únicament va poder disputar 6 partits degut a les lesions, el setembre de 2008 Abdur-Rahim va anunciar la seva retirada.

## Estadístiques

### Temporada regular
| Any      | Equip      | PJ  | PT  | MPP  | %TC   | %3P   | %TL   | RPP  | APP | ROB | TPP | PPP  |
| -------- | ---------- | --- | --- | ---- | ----- | ----- | ----- | ---- | --- | --- | --- | ---- |
| 1996–97  | Vancouver  | 80  | 71  | 35.0 | .453  | .259  | .746  | 6.9  | 2.2 | 1.0 | 1.0 | 18.7 |
| 1997–98  | Vancouver  | 82  | 82  | 36.0 | .485  | .412  | .784  | 7.1  | 2.6 | 1.1 | .9  | 22.3 |
| 1998–99  | Vancouver  | 50  | 50  | 40.4 | .432  | .306  | .841  | 7.5  | 3.4 | 1.4 | 1.1 | 23.0 |
| 1999–00  | Vancouver  | 82  | 82  | 39.3 | .465  | .302  | .809  | 10.1 | 3.3 | 1.1 | 1.1 | 20.3 |
| 2000–01  | Vancouver  | 81  | 81  | 40.0 | .472  | .188  | .834  | 9.1  | 3.1 | 1.1 | .9  | 20.5 |
| 2001–02  | Atlanta    | 77  | 77  | 38.7 | .461  | .300  | .801  | 9.0  | 3.1 | 1.3 | 1.0 | 21.2 |
| 2002–03  | Atlanta    | 81  | 81  | 38.1 | .478  | .350  | .841  | 8.4  | 3.0 | 1.1 | .5  | 19.9 |
| 2003–04  | Atlanta    | 53  | 53  | 36.9 | .485  | .217  | .880  | 9.3  | 2.4 | .8  | .4  | 20.1 |
| 2003–04  | Portland   | 32  | 3   | 22.8 | .447  | .364  | .832  | 4.5  | 1.5 | .8  | .6  | 10.0 |
| 2004–05  | Portland   | 54  | 49  | 34.6 | .503  | .385  | .866  | 7.3  | 2.1 | .9  | .5  | 16.8 |
| 2005–06  | Sacramento | 72  | 30  | 27.2 | .525  | .227  | .784  | 5.0  | 2.1 | .7  | .6  | 12.3 |
| 2006–07  | Sacramento | 80  | 45  | 25.2 | .474  | .150  | .726  | 5.0  | 1.4 | .7  | .5  | 9.9  |
| 2007–08  | Sacramento | 6   | 0   | 8.5  | .214  | .000  | 1.000 | 1.7  | .7  | .2  | .0  | 1.7  |
| Total    |            | 830 | 704 | 34.8 | .472  | .297  | .810  | 7.5  | 2.5 | 1.0 | .7  | 18.1 |
| All-Star |            | 1   | 0   | 21.0 | 1.000 | 1.000 | .000  | 6.0  | .0  | .0  | .0  | 9.0  |

### Playoffs
| Any     | Equip      | PJ | PT | MPP  | %TC  | %3P  | %TL  | RPP | APP | ROB | TPP | PPP |
| ------- | ---------- | -- | -- | ---- | ---- | ---- | ---- | --- | --- | --- | --- | --- |
| 2005–06 | Sacramento | 6  | 0  | 21.5 | .535 | .000 | .600 | 4.8 | 1.2 | .3  | .0  | 9.2 |
| Total   |            | 6  | 0  | 21.5 | .535 | .000 | .600 | 4.8 | 1.2 | .3  | .0  | 9.2 |

## Premis i palmarès
- Seleccionat per a jugar l'All-Star de 2002 amb la Conferència Est.
- Integrant de la selecció dels Estats Units que va aconseguir l'or olímpic a Sydney 2000.
- Jugador de la setmana el 19-25 de novembre de 2001.
- Anotà el punt 5.000 de la seva carrera el 23 de desembre de 1999 contra Denver (segon jugador més jove en aconseguir-ho).
- Nomenat novell del mes de novembre juntament amb Kerry Kittles.
- Integrant del tercer equip universitari, jugador de l'any de la Pacific-10, novell de l'any de la PAC-10 i integrant de l'equip de la PAC-10.
- Primer novell en la història de la PAC-10 en aconseguir el premi de jugador de l'any.